# Машковичи
Машковичи — село в Суворовском районе Тульской области России. 
В рамках административно-территориального устройства является центром Бряньковской сельской территории Суворовского района, в рамках организации местного самоуправления входит в Северо-Западное сельское поселение.

## География
Расположено у реки Ока, в 88 км к западу от центра города Тулы и в 16 км к северо-западу от центра города Суворов.

## Население
| 2002 | 2010 |
| ---- | ---- |
| 180  | ↘132 |